# Brüder Horten

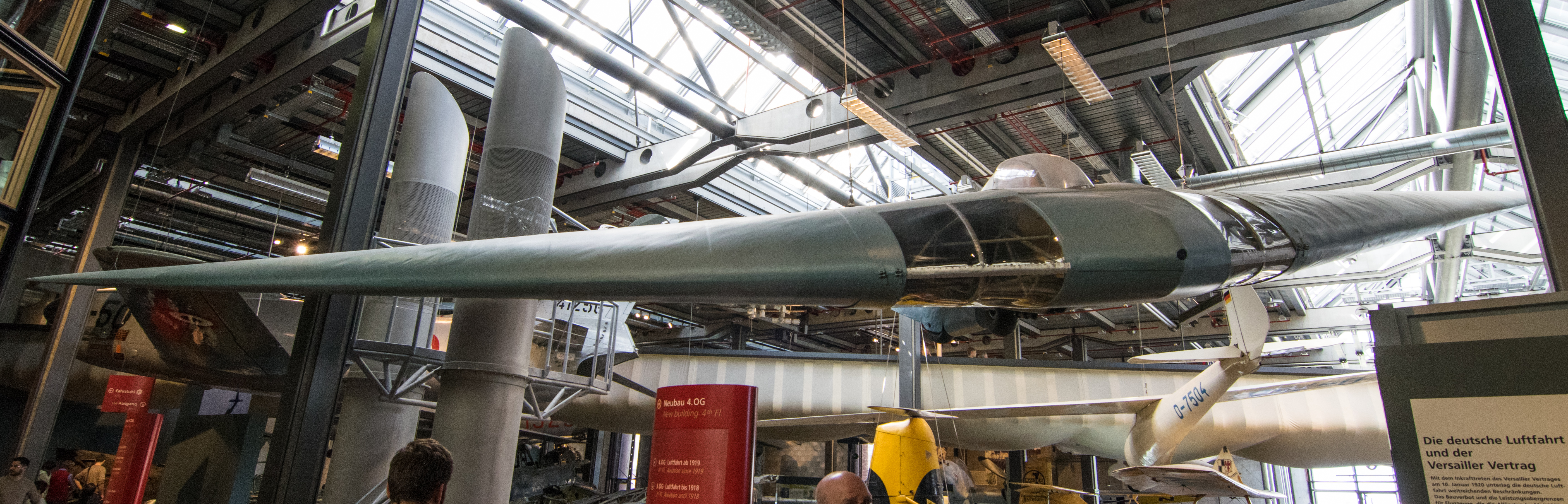
Horten H II L, Deutsches Technikmuseum 2017

Die Brüder Reimar (* 2. März 1915 in Bonn; † 14. März 1994 in Argentinien) und Walter (* 13. November 1913 in Bonn; † 10. Dezember 1998 in Baden-Baden) Horten lebten in Bonn-Poppelsdorf. Die zwei Autodidakten waren Pioniere bei der Entwicklung der Nurflügel-Flugzeuge, die sie auf dem Flughafen Bonn-Hangelar erprobten.
Die Brüder wurden von ihren Eltern sehr unterstützt. So wird berichtet, dass sie sogar das Esszimmer der Familie zeitweise als Werkstatt nutzten. Der dritte (älteste) Bruder Wolfram (* 3. März 1912 in Bonn; † 20. Mai 1940), starb im Zweiten Weltkrieg bei Dünkirchen in einer Heinkel He 111.

## Zwischenkriegszeit
Die Horten-Brüder waren zu Zeiten des Ersten Weltkriegs noch Kleinkinder. Ihr Heranwachsen in den Nachkriegszeiten führte sie schon früh auch an die Luftfahrttechnik heran.

### Horten H I

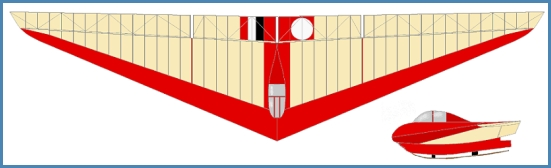
Zeichnung H I, 1933

In jungen Jahren bauten sie zunächst flugfähige Nurflügel-Modelle, ab 1933 (Horten H I) folgten Segelflugzeuge, die mit Erfolg an Wettbewerben teilnahmen.

### Horten H II

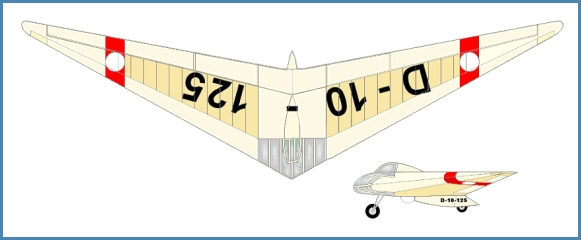
Zeichnung H II L

1934/1935 folgte die H II Habicht, in welcher der Pilot in liegender Position flog. Die H II wurde später auch mit einem Hirth-HM-60-Motor mit 60 PS ausgerüstet. Unter anderem ist von der Fliegerin Hanna Reitsch ein Testbericht über einen Flug unter dem Kennzeichen D-11-187 erhalten, der die diversen Eigenheiten des Modells dokumentiert und unter anderem vermerkt, dass ihre Arme zu kurz waren, um den Fahrwerkhebel zu bedienen.

### Horten H III

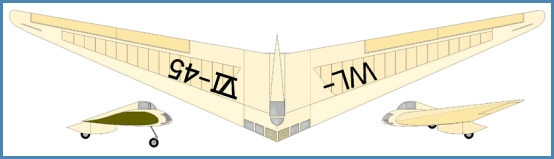
Zeichnung H IIIb

1936 wurden die Brüder Horten Offiziere der deutschen Luftwaffe. 1937 veranlasste Walter in Lippstadt den Bau von drei H II, diesmal jedoch mit einem Sitzplatz für den Piloten. Motoren konnten nicht mehr eingebaut werden. Reimar wurde nach Köln versetzt. Dort baute er die H III, die der H II im Wesentlichen glich, jedoch eine größere Flügelspannweite hatte. Etwa 13 Exemplare wurden gebaut, einige nahmen an den Segelflugmeisterschaften 1938 und 1939 in der Rhön teil. Zudem entstand die H IIIc mit Vorflügeln. 1938 erreichte eine H III eine Höhe von fast 7000 Metern.
Die H III soll auch als Horten Ho 250 bezeichnet worden sein.

### Horten H V

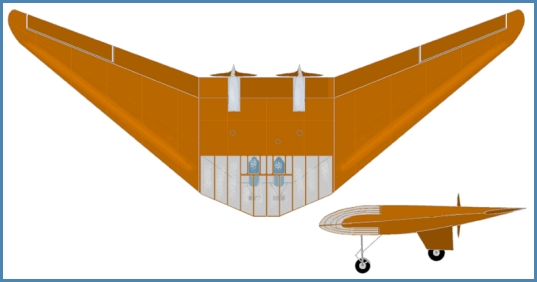
Zeichnung H V, 1936

1938/1937 entwickelten die Brüder Horten die H V mit Unterstützung der Firma Dynamit Nobel AG, die ihren Kunststoff „Trolitax“ an der H V testen wollte. Beim Testflug der zweimotorigen Maschine mit Schubpropellern stürzten sie ab, erlitten dabei jedoch lediglich einen Kieferbruch sowie den Verlust eines Zahnes. Daraufhin wurden die Motoren weiter nach vorne versetzt und mit einer längeren Propellerwelle versehen. Die H Vb, bei der kein Trolitax verwendet wurde, wurde 1938 erfolgreich geflogen, danach jedoch wegen der Kriegsereignisse stillgelegt.

### Horten Parabel

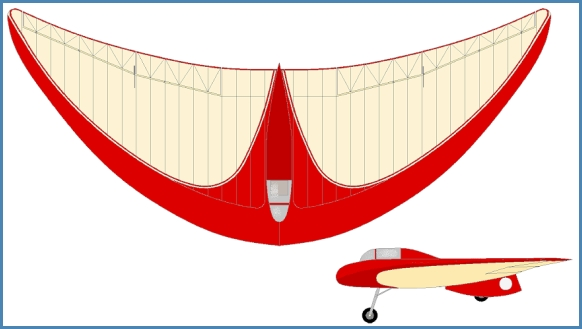
Zeichnung Horten Parabel, 1938

1938 wurde zur Untersuchung des Mitteneffektes auch die „Parabel“ gebaut, deren Form an ein Samenblatt der Zanonia erinnert. Über den Winter verzog sich das Flugzeug jedoch so stark, dass es verbrannt wurde, ohne je geflogen zu sein.

## Zweiter Weltkrieg
Verhandlungen mit Heinkel und Messerschmitt im Jahre 1939 scheiterten. Walter wurde bei Kriegsbeginn als Technischer Offizier zunächst Jagdflieger und flog eine Bf 109 an der Westfront, bis alle Technischen Offiziere von der Front abberufen wurden. Er war zeitweise Rottenflieger von Adolf Galland und erzielte dabei neun Abschüsse in der Luftschlacht um England. Nach Gallands Ernennung zum General der Jagdflieger am 22. November 1941 verblieb Walter Horten in dessen Stab in Berlin und war u. a. auch an der Einarbeitung von Wolfgang Späte in das Projekt X (= Me 163) beteiligt.
Auch Reimar wurde zum Bf-109-Piloten ausgebildet, kam dann aber zu einer Segelflugschule, wo bereits einige Kranich-Segelflugzeuge für die Operation Seelöwe zum Munitionstransport vorbereitet wurden, um einige Horten H IIIb ebenso umzurüsten.
Dass die Brüder in den Kriegsjahren ihre Entwicklungen weiterbetreiben konnten, kann durchaus als ungewöhnlich angesehen werden und kann sicherlich auf die direkte Nähe Walter Hortens zu einigen führenden Persönlichkeiten innerhalb der Luftwaffe zurückgeführt werden, welche deren Projekte (H IV–H IX/Go 229) mehr oder weniger „halboffiziell“ unterstützten. Es darf gemutmaßt werden, dass sich das Scheitern der Me 163 bereits abzeichnete und deshalb die Entwicklung eines Alternativmusters (Ho IX/Go 229) für das JG 400 angestrebt wurde. Es gibt jedoch keinen bekannten Nachweis, dass jemals ein offizieller Auftrag für „Hitlers Stealth-Bomber“ vorlag. Erst als die Brüder Horten auf Görings 1000/1000/1000-Ausschreibung reagierten, wurde mit der Gründung des Sonderkommandos IX die Entwicklung der Horten-Nurflügel offiziell.

### Horten H IV

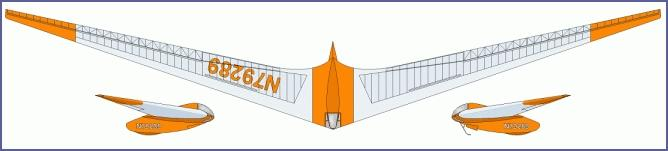
Zeichnung H IV, USA 1950

Als 1940/41 die Vorbereitungen zur Invasion Englands abgebrochen wurden, bauten Luftwaffenangehörige in Königsberg den Hochleistungssegler Horten H IV. Der Pilot nahm in diesem Flugzeug eine kniende Position ein, Heinz Scheidhauer führte den Jungfernflug durch. Drei weitere H IV wurden in Göttingen gebaut.
Die H IV soll auch als Horten Ho 251 bezeichnet worden sein.

### Horten H IIIb
Danach wurde eine H IIIb gebaut, die von einem Walter-Mikron-Motor angetrieben wurde.

### Horten H VII

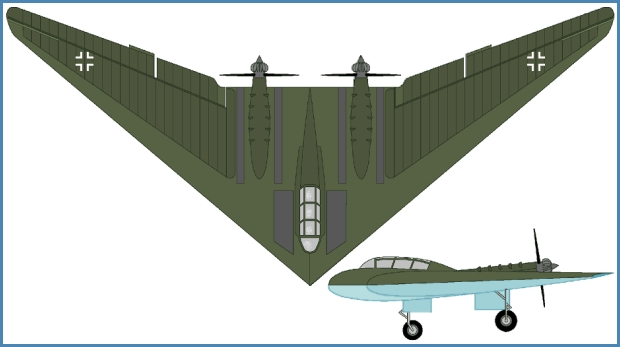
Zeichnung H VII, 1944

Um das Schmitt-Argus-Pulsstrahltriebwerk zu testen, wurde die zweisitzige Horten H VII gebaut, die über zwei Schubpropeller verfügte und die Möglichkeit bot, ein Pulstriebwerk anzubringen. Dieser wurde jedoch nie eingebaut. Die H VII wurde aber als Schulflugzeug genutzt. Ende März 1945 wurde noch ein Auftrag für 20 Maschinen erteilt, die als Schulflugzeuge für den geplanten Einsatz der Ho 229 vorgesehen waren.

### Horten H IIIe–g

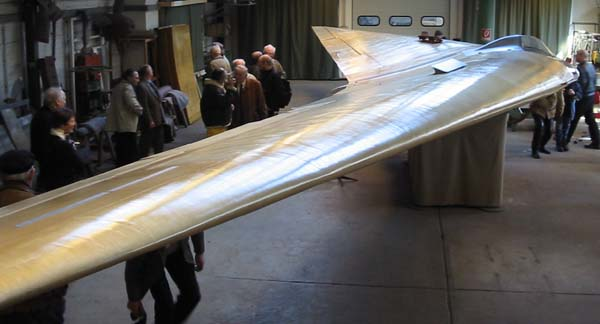
H IIIf nach Restaurierung, Berlin 2004

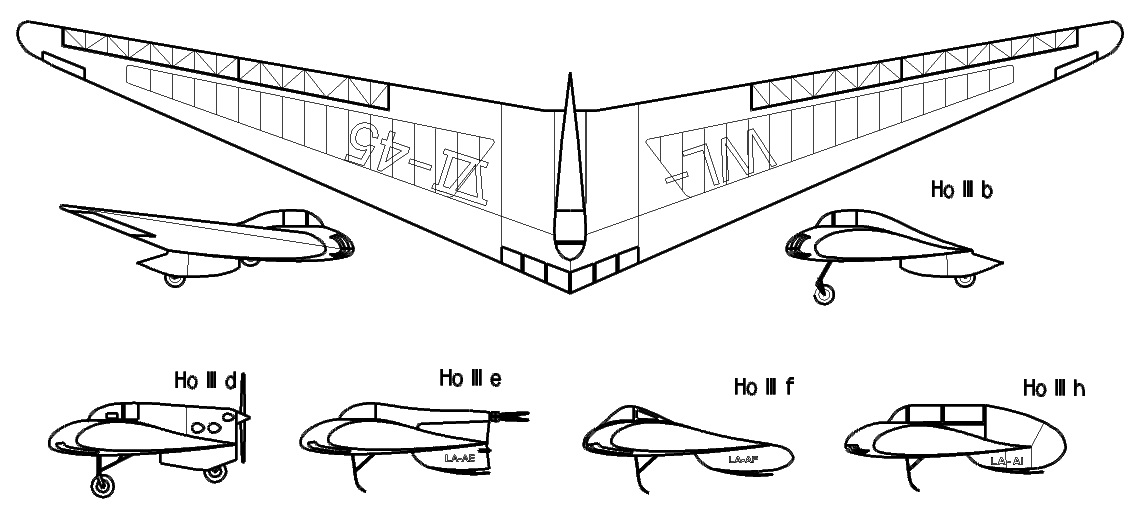
Zeichnung Horten-III-Varianten

Daraufhin wurden weitere H III gebaut: eine H IIIe mit VW-Motor, drei H IIIf mit liegender Pilotenposition und zwei H-IIIg-Zweisitzer.

### Horten H VI

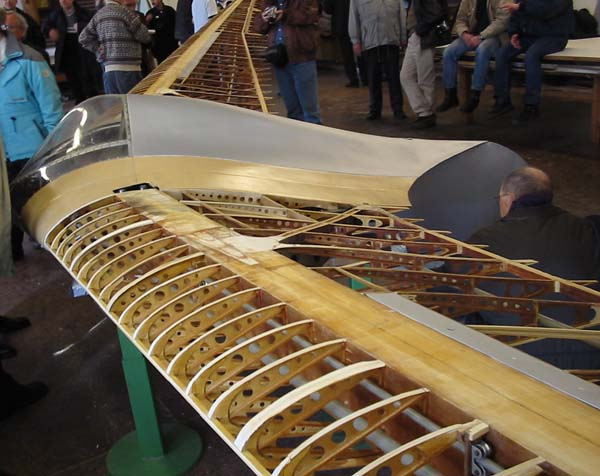
H VI – Tragflächen ohne Außenhaut, Berlin 2004

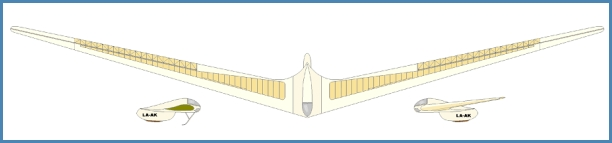
Zeichnung H VI, 1944

Die Horten H VI war ein reiner Hochleistungssegler. Er entstand auf Basis der Horten H IV, jedoch mit größerer Spannweite. Der erste von insgesamt zwei gebauten Seglern wurde Ende 1944 erstmals geflogen. Die Flugeigenschaften waren sehr gut.

### Horten H VIII

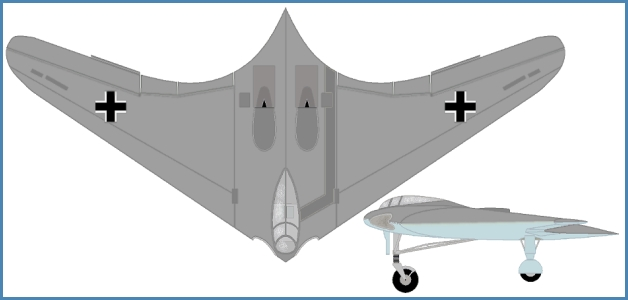
Zeichnung H IX V2, 1944

Der Entwurf für eine Horten H VIII wurde nicht realisiert. Er sah zwei Rumpfanbauten vor: einen zum Lastentransport und einen als „fliegender Windkanal“.

### Horten H IX / Ho 229 / Go 229 (für Gotha 229)

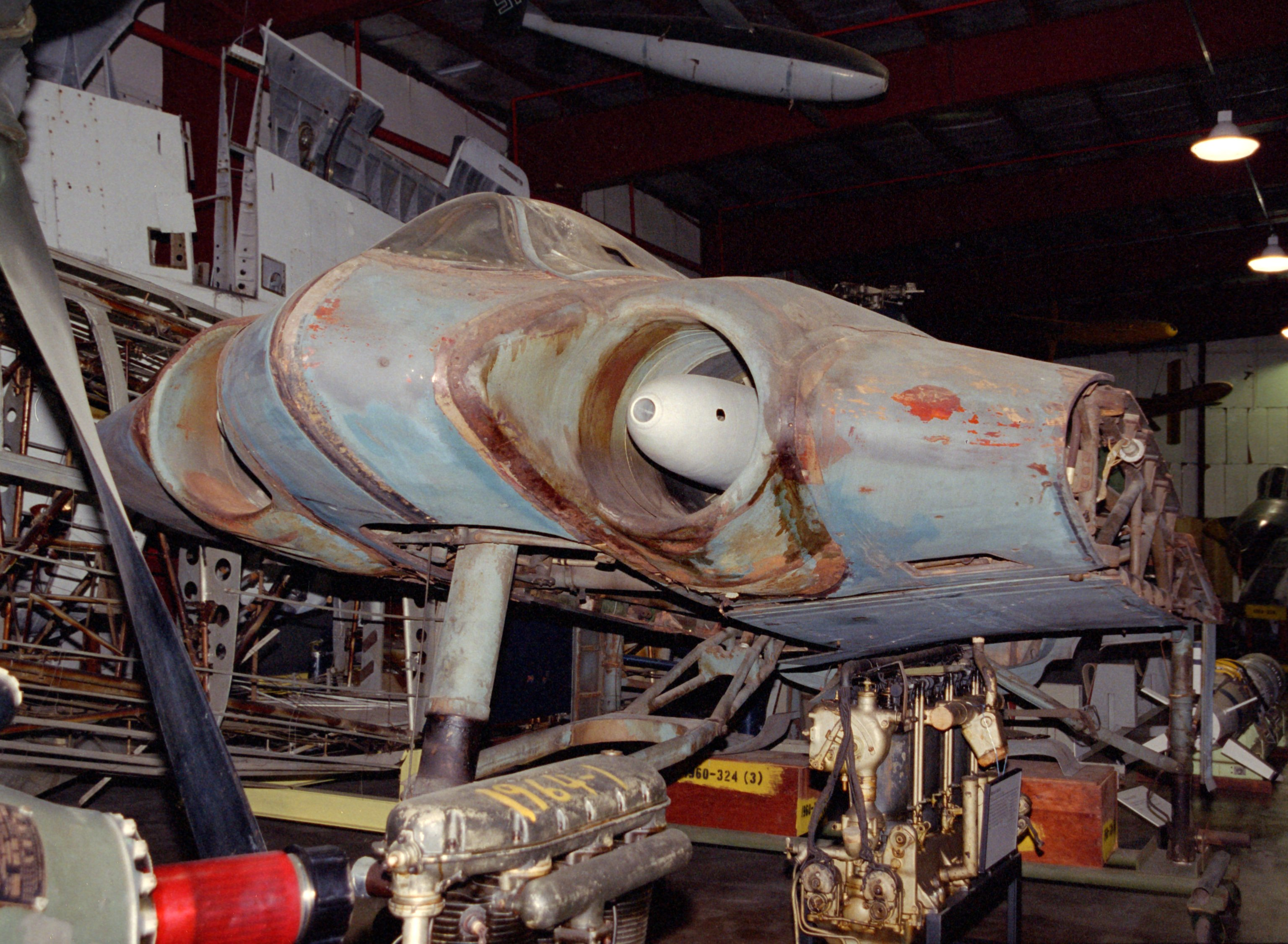
H IX V3 in der Paul E. Garber Facility, 2000

Als 1943 das Strahltriebwerk Junkers Jumo 004 verfügbar war, arbeiteten die Brüder Horten an einem Flugzeug, das die von Hermann Göring geforderte „1000-1000-1000-Spezifikation“ erfüllen sollte: Es sollte 1000 kg Bombenlast bei 1000 km/h Geschwindigkeit 1000 km weit tragen können. In Göttingen entstand unter der Bezeichnung „Sonderkommando IX“ der Nurflügler Horten H IX – ein großteils aus Holz gebauter Zweistrahler, der zwar 1944 erstmals flog, allerdings bei einem späteren Testflug nach einem Triebwerkausfall abstürzte.
Die Serienausführung sollte die Bezeichnung Horten Ho 229 tragen. Eine modifizierte H III – die H XIII – sowie zwei H VI wurden für weitere Flugtests verwendet, vor allem, um den „Mitteneffekt“ zu untersuchen. Ein Exemplar der H IX wurde 1945 von der US-Army in die USA verbracht.

### Horten H IVb
Im Dezember 1944 wurde ein Exemplar der Horten H IV in Bad Hersfeld mit einer Laminarprofil-Tragfläche gebaut und als H IVb bezeichnet. Das Profil kopierte man von einer North American P-51, nachdem bei Windkanalversuchen der DVL hierfür überraschend geringe Widerstandswerte gemessen worden waren. Bei einem Versuchsflug am 18. Januar 1945 in der Nähe von Göttingen stürzte das in Trudeln geratene Flugzeug ab, wobei der Pilot zwar aussteigen konnte, sein Fallschirm sich aber nicht mehr öffnete. Die Produktion von weiteren zehn Exemplaren wurde nach dem Unfall gestoppt.

### Horten H XII
Ein weiteres Projekt, das dieses Tragflächenprofil nutzte, war die zweisitzige Horten H XII, die von einem 90 PS starken DKW-Motor angetrieben werden sollte. Dieses Flugzeug wurde Ende 1944 unmotorisiert einem Testflug unterzogen, der jedoch zu kurz war, um die Tragflächeneigenschaften ausreichend beurteilen zu können.

### Horten H X
Als Horten H X wurde der Entwurf eines überschallschnellen Flugzeugs mit konventionellem Seitenleitwerk bezeichnet, der in Bad Hersfeld entstand. Einige Modelle wurden gebaut und ein Segler war im Bau, als 1945 die amerikanische Armee eintraf; sie fand ihn jedoch zerstört vor.

### Horten H XI
Die Horten H XI war ein Segelflugzeug mit 8 Metern Spannweite und Kunstflugeigenschaften, das in Bad Hersfeld gebaut wurde.

### Horten H XIII

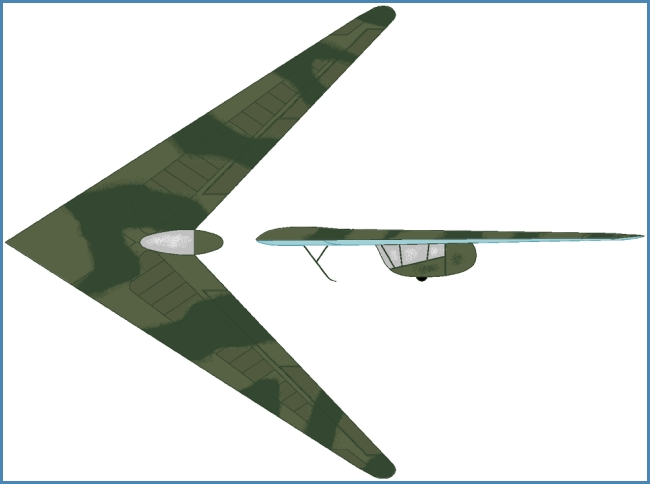
Zeichnung H XIII

Die Horten H XIII war ein Segelflugzeug mit sehr starker Flügelpfeilung (60° an der Vorderkante). Die Pilotenkanzel war unterhalb der Tragfläche angebracht, der Steuerknüppel hing von oben herab. Verwendet wurden die Tragflächen einer H III.
Dieser Segler lieferte die ersten bemannten Testergebnisse für den geplanten späteren Überschallflug mit der H X. Weil das H-X-Überschallprojekt geheim gehalten werden sollte, wurde statt „X“ die Bezeichnung „XIII“ verwendet. Die Testergebnisse ergaben ein zufriedenstellendes Verhalten. Eine angemessene Rollrate war bei Geschwindigkeiten ab 150 km/h jedoch kaum zu erreichen. Bei der ersten Landung kollidierte die Maschine mit einem Zaun, wahrscheinlich bedingt durch die Unterschätzung des Bodeneffektes, der zu einer verlängerten Anschwebestrecke führte.

### Horten H XIV
Im April 1945 wurde eine verkleinerte Variante der H VI fertiggestellt, die H XIV. Der Versuch, sie zu verstecken und durch die amerikanische Front zu schmuggeln, scheiterte. Das Flugzeug wurde entdeckt und zerstört.

### Horten H XVIII
Am 12. März 1945 wurde noch ein Vertrag über die Entwicklung der Horten H XVIII geschlossen – eines Langstrecken-Nurflügel-Bombers, der in der Lage sein sollte, die USA zu bombardieren.
Die Produktion sollte auf Drängen Hermann Görings am 1. April 1945 im und am Walpersberg bei Kahla beginnen. Eine 100 Meter lange hölzerne „Forschungshalle“ der Horten-Brüder stand an der Nordseite des Berges. Laut Aussage von Zeitzeugen war die Halle beim Eintreffen der Amerikaner am 12. April 1945 komplett verlassen. Beweise über den Beginn der Produktion fehlen bis heute.

## Nachkriegszeit
Nach dem Krieg war in Deutschland die Entwicklung neuer Flugzeuge bis 1950 verboten. In den USA gerieten sie 1946 in Verdacht, Urheber der ersten UFO-Sichtungen zu sein, so in New Mexico und Nevada. Die US-Behörden ließen zonenweit mit mehr als 100 Agenten nach den Brüdern suchen, wähnten sie dann jedoch fälschlicherweise in der UdSSR. Um weiterarbeiten zu können, gab es zunächst Kontakte zu Großbritannien, aber da konkrete Verträge ausblieben, blieben sie zunächst in Deutschland. Reimar studierte Mathematik. Walter bewarb sich 1947 beim US-Flugzeughersteller Northrop, der ebenfalls schon seit längerem Flugzeuge nach dem Nurflügel-Prinzip konzipierte. In der Folge nahm der Firmengründer und Flugzeugentwickler Jack Northrop zu Reimar Kontakt auf, zu einer Zusammenarbeit kam es jedoch nicht.

### I.Ae. 34/41 / Horten H XV

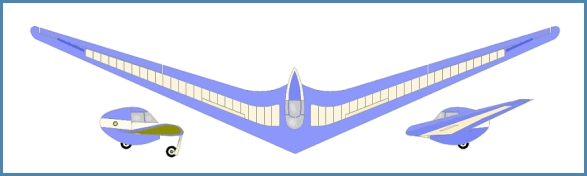
Zeichnung I.Ae34M

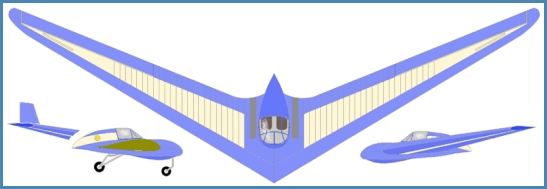
Zeichnung I.Ae. 41 Urubu

Reimar Horten ging daher 1948 schließlich nach Argentinien an das Instituto Aerotécnico (I.Ae.). Dort wurden im gleichen Jahr unter der Bezeichnung FMA I.Ae. 34 „Clen Antú“ (Hersteller FMA=Fábrica Argentina de Aviones) zunächst vier zweisitzige Segelflugzeuge gebaut – die Horten-interne Bezeichnung war H XVa. Ihr folgten zwei Exemplare der einsitzigen Variante, der I.Ae. 34M oder H XVb. Die Forderung von Segelflugclubs nach einem Flugzeug mit zwei nebeneinander angeordneten Sitzplätzen führten zum Bau von vier I. Ae. 41 bzw. H XVc. Am 30. Oktober 1956 überflog Heinz Scheidhauer damit als erster Mensch in einem Segelflugzeug die Anden. Vier weitere Exemplare dieses Typs wurden nach unvollständigen Plänen in Deutschland gebaut.

### Horten H XVI

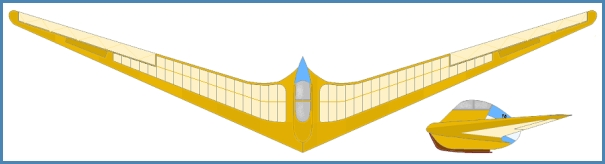
Zeichnung Kleinsegler H XVI

1950 wurde für einen Segelflugclub in Buenos Aires die H XVI „Colibri“ gebaut. Sie sollte klein und einfach zu fliegen sein. Beim ersten Testflug verlor Scheidhauer beim Schleppstart die Kontrolle, und das Flugzeug zerschellte am Boden. Heinz Scheidhauer trug nur kleinere Verletzungen davon.

### Horten Ho 33

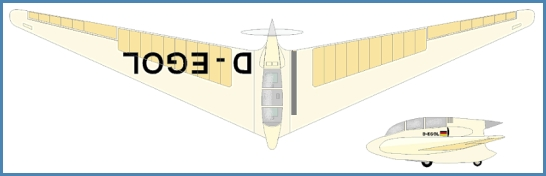
Zeichnung Ho 33

Als 1951 in Deutschland wieder der Bau von Segelflugzeugen möglich wurde, begann der in Deutschland verbliebene Walter Horten auf Basis der H III die Konstruktion eines Nurflügel-Modells mit der Bezeichnung Horten Ho 33. Gebaut wurde dieser dann bei der Alfons Pützer KG in Bonn. Als Motor sollte ein 50-PS-Motor von Zündapp, Typ Z9-092, verwendet werden. Das Flugzeug wurde wegen des noch gültigen Bauverbotes für Motorflugzeuge zunächst als Segelflugzeug gebaut, der Erstflug erfolgte 1954. Die Motorisierung und vorläufige Verkehrszulassung (Kennzeichen: D-EJUS) wurde im Rahmen eines Forschungsauftrages des Bundesverkehrsministeriums durch die Flugwissenschaftliche Vereinigung Aachen 1920 e. V. (FVA) unter der Projektbezeichnung FVA-17 durchgeführt. Erst 1957 konnte der erste Motorflug durchgeführt werden. Schon drei Jahre später musste das (durch die Umbauten deutlich zu schwer gewordene) Flugzeug wegen Fehlern in der Verleimung verschrottet werden. Bereits 1955 wurde ein zweites Exemplar mit Porsche-Antrieb gebaut, Kennzeichen D-EGOL, das heute dem Wasserkuppe-Museum gehört und dort als Segelflugzeug V 1 mit Fehlern zurückgebaut wurde.

### I.Ae. 37 / 48

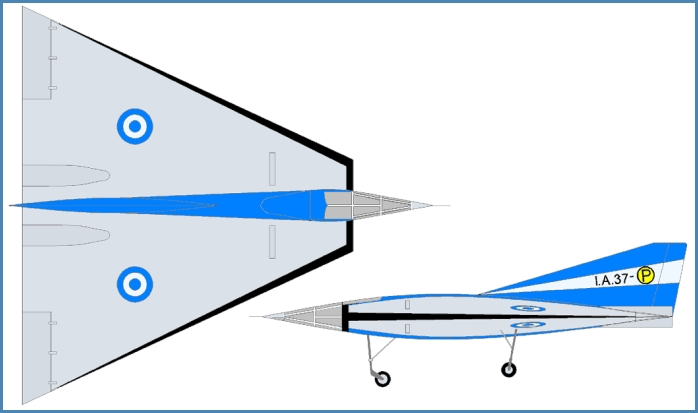
Zeichnung I.Ae 37

In den 1950er Jahren entstand im Auftrag der argentinischen Regierung der Deltaflügler I.Ae 37 mit liegender Pilotenposition, der hervorragende Flugeigenschaften aufwies. Darauf basierend wurde das Konzept für ein zweisitziges überschallschnelles Flugzeug mit der Bezeichnung I.Ae 48 entwickelt. Beides wurde von der Regierung jedoch überraschend gestoppt, offiziell aus Gründen der Finanzierung, jedoch wird angenommen, dass die weltweite Abkehr von Deltaflugzeugen zu dieser Zeit die eigentliche Ursache war. Die für die Flügelform typische Stärke bei der Effizienz zwischen Mach 1 und Mach 2 scheint somit kein entscheidendes Kriterium für diesen Entschluss gewesen zu sein.

### I.Ae. 38

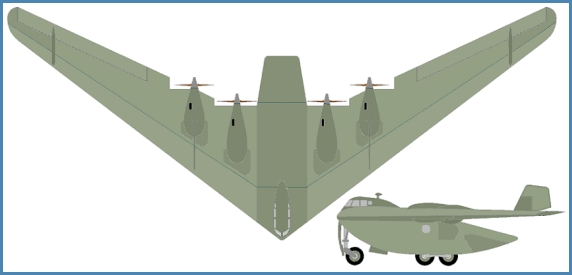
Zeichnung I.Ae 38

1950 war auch der Beginn eines Projektes für ein Nurflügel-Frachtflugzeug mit der Bezeichnung I.Ae. 38. Auslöser war die Forderung, Apfelsinen aus der argentinischen Provinz kostengünstig über 1000 km nach Buenos Aires transportieren zu können. Die Steuerungskinematik wurde von der Horten H II übernommen. Das Flugzeug sollte mit vier Triebwerken und Schubpropellern angetrieben werden. Erst 1960 konnte der Erstflug erfolgen. Das Flugzeug wurde anschließend jedoch verschrottet, und das Projekt wurde beendet.

### Horten H Ib

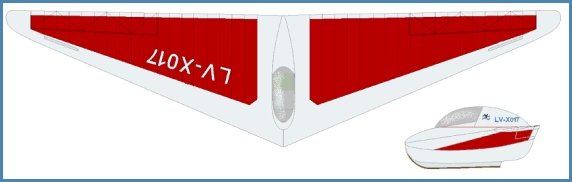
Zeichnung H Ib restauriert, 2007

Ebenfalls 1950 wurde in Argentinien mit der Konstruktion einer überarbeiteten Version der H I begonnen, der H Ib, die 1954 fertiggestellt wurde und daraufhin 25 Jahre erfolgreich flog. Danach stand sie mehrere Jahre in einem Flugzeughangar. Sie wurde 2007 aufwändig restauriert und machte am 1. Februar 2008 ihren zweiten erfolgreichen Erstflug.

### Horten H X „Alita“ (Laufstartsegler) und Horten HXc „Piernifero“

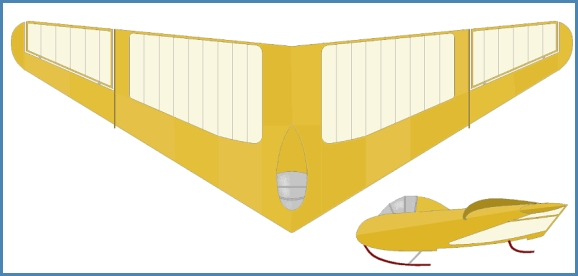
Zeichnung Ho 10 Alita

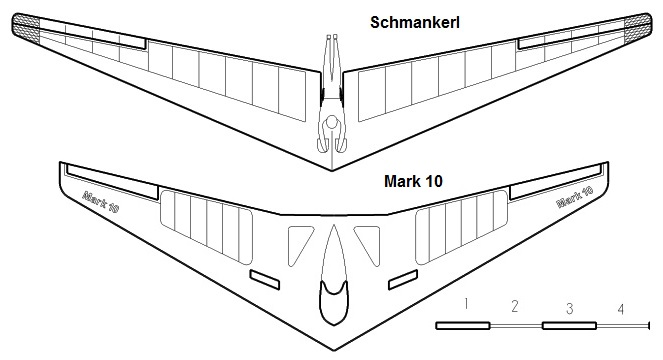
Zeichnung Schmankerl & Mark 10

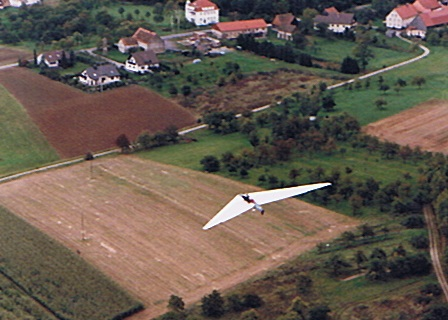
Schmankerl im Flug

1954 wurde eine Reihe sehr kleiner leichter fahrwerkloser Kleinstsegler unter der 1945 bereits verwendeten Bezeichnung H X gebaut. Der Pilot lag halb im Flügel und konnte seine Beine nach dem Start in den Flügel hereinziehen und auf Rasten abstützen. Die Landung erfolgte auf der Kufe. Eine Weiterentwicklung namens PIERNIFERO ist im Museo Nacional de Aeronautica in Buenos Aires neben einer I.Ae.41 ausgestellt.
Anfang der 1990er entstand in der Drachenfliegerszene der Wunsch nach leistungsfähigeren Sportgeräten. Gleichzeitig erschien die Autobiografie von Reimar Horten und so wendeten sich einige Drachenflieger, Modellbauer und Amateurflugzeugbauer an ihn, um auf der Basis seiner Konstruktionsprinzipien eigene Entwürfe zu wagen. Es entstand mit der Markmann „Mark10“ eine Kunststoff-Version der H X „Alita“.
Ein weiterer laufstartfähiger Nurflügel namens Schmankerl wurde von Manfred Böhm in Effeltrich in stoffbespannter Kunststoffbauweise hergestellt und von Thomas Amberger eingeflogen. Das Schmankerl hatte 12 m Spannweite und eine Leermasse von 45 kg. Dem Bau des Schmankerl  und der Mark 10 war ein sechsmonatiger Aufenthalt von Markmann und Böhm in Australien vorausgegangen, wo zusammen mit Bill Moyes ein ähnlicher Entwurf mit 15 m Spannweite entstand. All diese Entwürfe, (wie auch die nachfolgend genannten) wurden bis zu seinem Tod von Reimar Horten unterstützt und zum Teil auch nachgerechnet.

### Christiani/Schäfer – „Aachen“
1993–95 entstand  das  einsitzige Ultraleichtflugzeug „Aachen“. Die Maschine wird von einem 40 PS Göbler-Hirth-Motor angetrieben und hat eine Spannweite von 13,2 m. Die Flugeigenschaften waren sehr befriedigend, und über einen Serienbau wurde nachgedacht. Die Steuerung erfolgt durch Elevons und die drehbaren Seitenruder.

### PUL 10

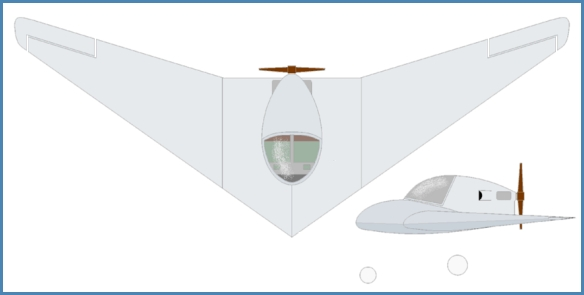
Zeichnung Panek PUL 10

Zuletzt (Meilensteine 1992 bis 1997) entstand mit Unterstützung durch Reimar Horten bei der Firma Nurflügel Flugzeugbau die PUL-10, ein kleines Nurflügel-Leichtflugzeug mit Schubpropeller und zwei nebeneinanderliegenden Sitzplätzen. Die HORTEN Aircraft GmbH realisierte 2017 mit der HX-2 einen Nachfolger, der für alternative Antriebe ausgelegt und für eine spätere Serienproduktion vorgesehen ist.